# ميخائيل ر. ميرفي (محامي)
ميخائيل ر. ميرفي (بالإنجليزية: Michael R. Murphy)‏ هو قاضي ومحامي أمريكي، ولد في 6 أغسطس 1947 في دنفر في الولايات المتحدة.

## وصلات خارجية
- ميخائيل ر. ميرفي على موقع إن إن دي بي (الإنجليزية)